# Stato Mon
Lo Stato Mon è una divisione amministrativa della Birmania. Confina con lo stato Kayin e la Thailandia ad est, con la divisione di Pegu a nord e con la divisione di Tanintharyi a sud. Si estende per 12.155 km². Lo Stato Mon include molte piccole isole lungo i suoi 566 chilometri di costa.
La sua capitale è Moulmein. Altra città importante è Ye.